# Clodomiro Almeyda

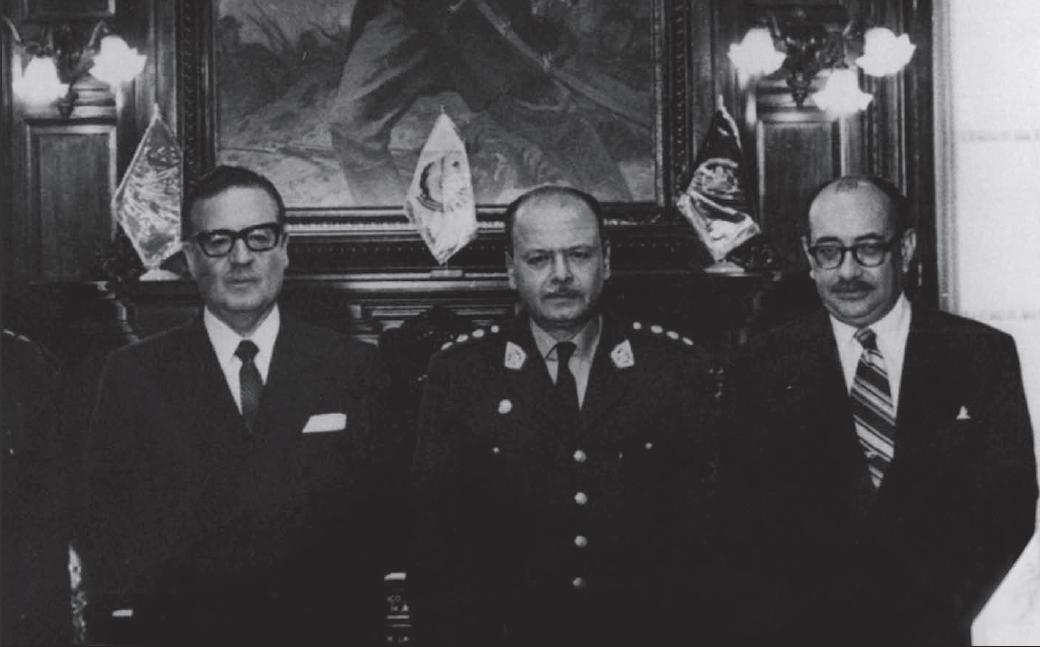
Salvador Allende, der peruanische Staatspräsident Juan Velasco Alvarado und Clodomiro Almeyda, 1970

Clodomiro Almeyda Medina (* 11. Februar 1923 in Santiago de Chile; † 25. August 1997 ebenda) war ein chilenischer Politiker und Soziologe. Von 1970 bis 1973 war er chilenischer Außenminister unter Salvador Allende. Von 1971 bis 1974 war er Vorsitzender der Asociación Latinoamericana de Sociología.

## Leben
Nach dem Besuch der höheren Schule absolvierte er ein rechtswissenschaftliches und philosophisches Studium an der Universität von Chile. Bis 1952 übte er den Beruf eines Rechtsanwalts aus. Im gleichen Jahr wurde er Professor für Philosophie am Lehrerbildungsinstitut der Universität von Chile.
Sein erstes Regierungsamt hatte Almeyda von Juni 1952 bis Oktober 1953 als Bergbauminister unter Präsident Carlos Ibáñez del Campo inne. Während dieser Zeit war er außerdem von November 1952 bis März 1953 auch Arbeitsminister. An seine Zeit als Außenminister unter Salvador Allende schloss sich noch eine kurze Amtsperiode als Verteidigungsminister an, die im August 1973 endete. Nach dem Staatsstreich vom 11. September 1973 Augusto Pinochets, der die verfassungsmäßige Regierung stürzte, wurde er verhaftet und zusammen mit 99 anderen politischen Führern in das Konzentrationslager Pitroque auf  Isla Dawson überführt, wo er gefoltert wurde und lange Zeit unter Arrest stand. Schließlich wurde er ins Exil verbannt und lebte in der Deutschen Demokratischen Republik und in Mexiko, wo er als Universitätslehrer und Führer der politischen Opposition im Exil arbeitete.
In einem gewagten Manöver kehrte er im März 1987 heimlich nach Chile zurück. Präsident Patricio Aylwin ernannte ihn 1990 zum Botschafter in der Sowjetunion. Während seines Aufenthalts in Moskau 1991 empfing er als „Gast“ den ehemaligen ostdeutschen Staatsratsvorsitzenden Erich Honecker, der von den deutschen Behörden gesucht wurde, um ihn für Verbrechen während seiner Herrschaft vor Gericht zu stellen. Clodomiro Almeyda verließ Moskau 1992. Nach seiner Rückkehr nach Chile widmete er sich seinem Privatleben, schrieb seine Memoiren und arbeitete als Akademiker an der Universität von Chile, wo er bis zu seinem Tod am 25. August 1997 die Fakultät für Soziologie leitete.

## Werke
- Reflexiones Politicas. Prensa Latinoamericana, 1958.
- Für Chiles Freiheit. Münster 1983.